# 马修·塞茨
马修·塞茨（英語：Matthew Sates，2003年7月28日—），生于彼得马里茨堡，南非男子游泳运动员，2022年世界短池游泳锦标赛男子200米个人混合泳金牌得主和男子400米个人混合泳铜牌得主。